# Ton Steine Scherben
Ton Steine Scherben (auch Die Scherben) war eine deutsche Rockgruppe der 1970er und frühen 1980er Jahre, die durch sozialkritische, deutschsprachige Texte bekannt wurde. Ihr Sänger war Rio Reiser.

## Geschichte
Ton Steine Scherben wurde 1970 in West-Berlin von R. P. S. Lanrue (bürgerlich Ralph Peter Steitz), Rio Reiser (bürgerlich Ralph Möbius), Kai Sichtermann und Wolfgang Seidel gegründet, die damals alle etwa 20 Jahre alt waren. Im Januar 1966 fragte R. P. S. Lanrue Rio Reiser, ob er in seiner Gruppe mitsingen wolle. Die Band hieß Beatkinks und coverte hauptsächlich Beatmusik. Noch im selben Jahr gründeten Reiser und Lanrue gemeinsam die Rockband De Galaxis, in der sie auch ab und an eigene Stücke spielten. 1967 folgte der Umzug von Nieder-Roden (Rodgau/Hessen) nach Berlin. Beim Theaterprojekt Hoffmanns Comic Teater (sic) in Berlin trafen die beiden auf Seidel und Sichtermann.
Der Bandname Ton Steine Scherben leitete sich laut Aussage Rio Reisers aus einem Zitat des Troja-Entdeckers Heinrich Schliemann ab: „Was ich fand, waren Ton, Steine, Scherben.“ In dem Buch Keine Macht für Niemand führt der Bassist Kai Sichtermann dagegen aus, dass sich der Name bei einem Brainstorming aus dem Namen „VEB Ton Steine Scherben“ entwickelt habe (assoziativ angelehnt an den Namen der westdeutschen Industriegewerkschaft Bau-Steine-Erden). Diese Version bestätigte später auch der ehemalige Schlagzeuger Wolfgang Seidel.
Die ersten zwei Lieder Macht kaputt, was euch kaputt macht und Wir streiken nahm die Band in einem kleinen Studio in Kreuzberg auf. Eine Single mit diesen beiden Stücken als A- und B-Seite war das erste Produkt der Band; verkauft wurden sie über Bootlegger. Den ersten Auftritt hatte die Band beim Love-and-Peace-Festival am 6. September 1970 auf Fehmarn, wo sie unter dem Namen Rote Steine auftrat – die Band war ursprünglich aus dem Projekt einer Lehrlingstheatergruppe, die eigentlich als Märchenbühne begonnen hatte, entstanden. Da die Veranstalter mit den Eintrittsgeldern das Gelände verließen, ohne die Musiker zu bezahlen, soll Reiser das Publikum dazu aufgefordert haben, den Veranstalter „ungespitzt in den Boden zu hauen“. Nach dem dritten Lied, Macht kaputt, was euch kaputt macht, zündeten Besucher das Organisationsbüro der Veranstaltung an. Nach dem fünften Song brannte die Bühne ab. Laut Reiser wurde die Brandstiftung zum Teil der Band zugeschrieben. Der Vorfall steigerte den Bekanntheitsgrad der Band enorm.
1971 gründete sie eines der ersten deutschen Independent-Labels, die David Volksmund Produktion. Zum einen wollte sie mit den eigenen Veröffentlichungen unabhängig von der etablierten Plattenindustrie sein, zum anderen war es aufgrund ihres radikalen Images unmöglich, einen Vertrag bei einem großen Label zu erhalten. Folge davon war ein geringer Profit aus den Plattenverkäufen, sodass die Band permanent finanzielle Probleme hatte.
Das erste Album Warum geht es mir so dreckig? erschien im September 1971. Neben Macht kaputt, was euch kaputt macht befinden sich darauf auch die später populären Lieder Ich will nicht werden, was mein Alter ist und Der Kampf geht weiter.
Am 8. Dezember 1971 besetzten Band und Publikum nach einem Auftritt an der Technischen Universität Berlin einen ungenutzten Gebäudeteil des Kreuzberger Bethanien-Krankenhauses. Da vier Tage vorher der militante Anarchist Georg von Rauch nach einem Schusswechsel mit der Polizei gestorben war, benannten die Besetzer das Wohnheim in Georg-von-Rauch-Haus um. Das Haus wurde erst am 19. April 1972 von der Polizei geräumt. Aus diesem Anlass schrieb Reiser den Rauch-Haus-Song.
Als in einigen Städten Deutschlands wegen Fahrpreiserhöhungen im Rahmen der Aktion Roter Punkt öffentliche Verkehrsmittel zum Teil boykottiert wurden und Protestaktionen gegen diese Verteuerung stattfanden, veröffentlichte die Band auf einer Single die Lieder Mensch Meier und Nulltarif, in denen sie zum Schwarzfahren aufrief.
1972 trennte sich Wolfgang Seidel von der Band. Er wandte sich der elektronischen Musik zu und arbeitete unter anderem mit Conrad Schnitzler und Klaus Freudigmann zusammen, half der Band aber auf Wunsch gelegentlich als Schlagzeuger und Keyboarder (unter dem Pseudonym Sequenza) live sowie im Studio aus. In den folgenden Jahren fanden zahlreiche weitere Mitgliederwechsel statt. Die Musiker wechselten teilweise mehrfach in einem Jahr; Kern der Band blieben Reiser, Lanrue und Sichtermann.
1974 trat die Band bei einem Konzert mit Rosa von Praunheim auf, der Rio Reiser immer wieder künstlerische Impulse gegeben hat. So regte von Praunheim unter anderem den persönlichen Stil des Albums Wenn die Nacht am tiefsten ... (1975) an sowie die Besinnung der Band auf schwulenpolitische Themen.
Mit der Doppel-LP Wenn die Nacht am tiefsten … erfolgte auch eine Hinwendung zu melancholischeren Texten und ausgefeilteren musikalischen Arrangements, die Jazz-, Funk-, Folk- und Ethnorock-Elemente aufgriffen.
Zuvor hatten die Scherben West-Berlin verlassen und sich auf einem Bauernhof in Fresenhagen (Nordfriesland) niedergelassen. Der Umzug war eine Flucht vor dem Druck, bei jeder „Szene“-Aktion in Berlin die Protagonistenrolle übernehmen zu müssen. Von dieser Zeit an betätigte sich die Band weniger stark politisch.
Das Album IV von 1981 lässt sich musikalisch im Bereich eines unkonventionellen New-Wave-Stils einordnen. Reiser verwendete Wortspiele, in denen ein politischer Bezug nur indirekt erkennbar ist, etwa „Der Turm stürzt ein“ und „Jenseits von Eden“. Auf dieser Platte betätigten sich auch die anderen Bandmitglieder und Freunde der Band als Texter und Komponisten. Durch die Scherben-Biografie Keine Macht für Niemand wurde bekannt, dass die Lieder auf der Grundlage des Tarot entstanden sind. Die Platte war im Original auf sehr schlechtem Vinyl gepresst und daher klanglich unbefriedigend und bediente inhaltlich kaum die Erwartungen der Fans, so dass sie finanziell ein Flop wurde.
Trotz allem beeindruckte „Die Schwarze“, wie sie auch genannt wird, durch die Verschmelzung von Rock-, Jazz-, Klassik-Elementen sowie avantgardistischen Sound-Experimenten. Ferner zeichnen sich einige Lieder durch ungerade Rhythmen und erweiterte Harmonien aus.
1982 kam die spätere Grünen-Politikerin Claudia Roth zur Co-Organisation der Scherben nach Fresenhagen. Mit ihrem letzten Studio-Album Scherben von 1983 wandten sich die Scherben wieder gesellschaftskritisch konkreteren Aussagen zu, um aktuelle Probleme aufzugreifen, wie in dem Lied Mole Hill Rockers die steigende Arbeitslosenzahl.

### Auflösung und Neugründung
Nach einer Tour, von der später drei Live-Mitschnitte und eine DVD erschienen, löste sich Ton Steine Scherben 1985 auf. Zu dieser Zeit hatte die Band hohe Schulden.
Als Solokünstler veröffentlichte der Frontmann Rio Reiser sechs Alben, von denen die Songs Junimond und König von Deutschland im deutschsprachigen Raum bekannt und kommerziell erfolgreich waren. Außerdem arbeitete er mit Marianne Rosenberg und Wolfgang Michels. 1996 starb er im Alter von 46 Jahren.
Lanrue beteiligte sich an den Aufnahmen zu Reisers Alben (außer: Durch die Wand und Über Alles) und spielte bis 1988 in dessen Live-Band. Er zog zwei Jahre nach Reisers Tod nach Portugal, lebte später aber wieder in Berlin. Er starb 2024 im Alter von 74 Jahren.
Sichtermann nahm 1998 mit anderen Scherben-Mitgliedern die CD Die Nachtfalter auf und schrieb mit zwei Co-Autoren die Bandbiografie Keine Macht für Niemand.
Im April 2014, 29 Jahre nach Auflösung der ursprünglichen Gruppe, ging Ton Steine Scherben unter der Leitung von Lanrue erstmals wieder auf Tour durch Deutschland, Österreich und die Schweiz. Neben den Gründungsmitgliedern Lanrue (Gitarre) und Kai Sichtermann (Bass) sowie dem Schlagzeuger Funky K. Götzner waren als Live- und Session-Musiker dabei: Lanrues Schwester Elfie-Esther Steitz (Gesang), der Schlagzeuger Maxime S.P. (Sohn des 2012 verstorbenen Spliff-Bassisten Manfred Praeker), der Keyboarder Lukas McNally, Nicolo Rovera (Gesang, Gitarre) sowie Lanrues Tochter Ella Josephine Ebsen (Gesang, Gitarre) und AnayanA (Gesang, Chor, Percussion), Tochter der 2004 verstorbenen Britta Neander. Als Gastsänger traten u. a. Blumentopf, Frittenbude, Madsen, Max Prosa, Sebastian Krumbiegel und Gymmick auf.
Seit 2015 touren Kai Sichtermann und Funky K. Götzner mit Gymmick (Tobias Hacker) als Trio „Kai und Funky von Ton Steine Scherben mit Gymmick“. 2017 erschien ihre Doppel-CD Radio für Millionen. Seit 2023 heißt das Trio „Kai und Funky von Ton Steine Scherben feat. Birte Volta“. 2025 erschien das Album Staub & Strasse.

## Verhältnis zu den Medien
In der WDR-Talkshow „Ende offen“ diskutierten 1971 eine Stunde lang die Musiktheoretiker Heinz-Klaus Metzger und Hans G Helms, der Krautrock-Produzent Rolf-Ulrich Kaiser, der Musiker Wolf Conrad Veit und der Band-Manager Nikel Pallat darüber, ob eine Musik mit gesellschaftskritischem Anspruch als ganz normales Marktprodukt produziert und gehandelt werden könnte. Mit den Worten „Fernsehen ist ein Unterdrückungsinstrument in dieser Massengesellschaft […] man muß parteiisch sein […], und deswegen mach ich jetzt hier diesen Tisch mal kaputt, ja“ zog Pallat ein Handbeil hervor und versuchte mit zwölf teils beidhändig ausgeführten Hieben den Studiotisch zu zertrümmern. Gläser zersprangen zwar in Scherben, aber der Tisch hielt stand, worauf Pallat mit dem Kommentar „so, jetzt können wir weiterdiskutieren“ seine Bemühungen einstellte, sich jedoch alsbald daran machte, Tontechnik abzubauen und einzustecken, mit dem Hinweis „die Mikrophone brauche ich für Leute, die in Jugendstrafanstalten sitzen“.
Die Aufnahme von Pallats Zerstörungsversuch verwendete auch die Gewerkschaft IG Metall als Abschlusssequenz eines Wahlaufrufs zur Bundestagswahl 2013.
Auf deutschsprachigen Radiosendern wurden die Lieder der Band sehr selten gespielt. Ausnahmen waren Sender wie DT64, Radio Fritz und Radio Eins. Zwei Konzerte von Rio Reiser in der Werner-Seelenbinder-Halle in Ost-Berlin 1988 wurden im Fernsehen der DDR gesendet. Reiser sang dort einige seiner Solostücke und vor allem Scherben-Klassiker.

## Interpretationen durch andere Bands und Musiker
Neben den Revival-Gruppen Neues Glas aus alten Scherben, Neues Glas/akustisch und der 2004 gegründeten Ton Steine Scherben Family, die sich als Nachfolgeband von Ton Steine Scherben sah und in der außer Reiser/Lanrue die meisten Musiker der ursprünglichen Gruppe weiter spielten, wurden Cover-Versionen von „Scherben“-Titeln bereits von zahlreichen weiteren Bands oder Einzelinterpreten erstellt, darunter Marianne Rosenberg, Freygang in der DDR bereits 1982/1983, Mantus, Beatsteaks, Totenmond, Cochise, Klaus Lage, Misha Schoeneberg, Rocko Schamoni, Echt, Bruder&Kronstädta, Slime, Knochenfabrik, Alan Woerner, Freundeskreis, Xavier Naidoo, Wir sind Helden, Britta, ZSK, Die Sterne, Die Braut haut ins Auge, Terrorgruppe, Samsas Traum, Rawside, WIZO, Grantig, Die Prinzen, Joachim Witt, Clueso, Fettes Brot, den Dödelhaien, den Toten Hosen und Dritte Wahl.
Viele Coverversionen sind auf dem Familienalbum – Eine Hommage von Rio Reiser zu finden, das 2003 erschien, dem Sampler Viva L’Anarchia (1997) oder Keine Macht für Niemand – Die Erben der Scherben (2001), auf dem unter anderem Nina Hagen zu hören ist. Im Oktober 2005 wurde das Familienalbum, Band 2 veröffentlicht.
Musikalische sowie politische Kontinuitäten zwischen Ton Steine Scherben einerseits und sich als links bzw. gesellschaftskritisch verstehenden Musikern aus der aktuellen Independent-, Deutschrock- und Hip-Hop-Szene andererseits thematisiert der Dokumentarfilm Der Traum ist aus oder die Erben der Scherben aus dem Jahr 2001. Inhalt des Films ist weniger die Musik, sondern vielmehr die Frage, was aus dem Protest und dem Lebensgefühl der 1970er und 1980er Jahre geworden ist, bzw. inwiefern diese in der Gegenwart eine neue Entsprechung gefunden haben. Zu Wort kommen u. a. Musiker und Bands wie Tocotronic, Lassie Singers, Die Sterne, Das Department und Tilman Rossmy. In diesen Traditionszusammenhang gestellt werden darüber hinaus auch Fink, Element of Crime sowie die beiden Liedermacher Funny van Dannen und Hans Söllner.
Das alte Anwesen der Band in Fresenhagen wurde bis Januar 2011 als Rio-Reiser-Haus von Reisers Bruder Peter Möbius und dem Rio-Reiser-Verein betrieben. Es sollte neben dem Gedenken an den 1996 verstorbenen Rio Reiser und seine Werke auch jungen Musikern und Feriengästen als Quartier dienen. Nachdem das Anwesen aus wirtschaftlichen Gründen verkauft werden musste, diente es eine Zeitlang dem betreuten Wohnen für Jugendliche. Inzwischen ist das Anwesen wieder in Privatbesitz und dient erneut als mietbare Ferienunterkunft; Reisers sterbliche Überreste, die gemäß seinem eigenen Wunsch im dortigen Garten begraben lagen, wurden nach Berlin umgebettet.
Sogar rechtsextremistische Gruppen wie Nahkampf mit dem Titel Der Kampf geht weiter oder Landser mit dem Stück Allein machen sie dich ein coverten Lieder von Ton Steine Scherben, deren Texte sie allerdings mit kleinen Änderungen in einem inhaltlich verfälschenden Sinn antisemitisch ausrichteten.

## Diskografie (Auswahl)

Albumcover von Keine Macht für Niemand

Albumcover von IV

Bis auf wenige Ausnahmen erschienen alle Veröffentlichungen auf dem bandeigenen Label David Volksmund Produktion.

### Studioalben
- 1971: Warum geht es mir so dreckig?
- 1972: Keine Macht für Niemand (Doppelalbum)
- 1975: Wenn die Nacht am tiefsten … (Doppelalbum)
- 1981: IV (Die Schwarze) (Doppelalbum)
- 1983: Scherben

### Livealben
- 1985: In Berlin 1984 (Live I)
- 1996: Live II
- 2002: Land in Sicht (DVD)
- 2006: Live III
- 2025: Live at Rockpalast 1982 (Doppel CDs & DVD)

### Kompilationen
| Jahr | Titel      | Höchstplatzierung, Gesamtwochen, AuszeichnungChartsChartplatzierungen (Jahr, Titel, Platzierungen, Wochen, Auszeichnungen, Anmerkungen) | Anmerkungen                                     |
| Jahr | Titel      | DE | Anmerkungen                                     |
| ---- | ---------- | --- | ----------------------------------------------- |
| 2006 | Gesamtwerk | DE29 (1 Wo.)DE | Erstveröffentlichung: 2006 13-CD-Box / 8-LP-Box |
| 2021 | 50 Jahre   | DE62 (1 Wo.)DE | Erstveröffentlichung: 23. Juli 2021             |

- 1981: Auswahl I (Best-of-Album, erschienen bei Teldec / Eastwest)
- 2005: 18 Songs aus 15 Jahren (Best-of-Album)

### Singles
- 1970: Macht kaputt, was euch kaputt macht und Wir streiken
- 1971: Allein machen sie dich ein und Jetzt ist Feierabend (Frauen gemeinsam sind stark)
- 1971: Mensch Meier und Nulltarif
- 1979: Das is unser Land und Kommen Sie schnell (mit Corny Littmann und Ernst Meibeck von „Brühwarm“ als „Corny, Ernst & Scherben“)
- 1981: Jenseits von Eden und Der Turm stürzt ein (erschienen bei Decca)
- 1983: Laß uns’n Wunder sein und Hau ab (erschienen bei Teldec)

### Weitere Veröffentlichungen
- 1973: Herr Freßsack und die Bremer Stadtmusikanten (Hörspiel, zusammen mit Hoffmanns Comic Teater [sic], erschienen im Rotbuch-Verlag)
- 1974: Martha, die letzte Wandertaube (Musik von Rio Reiser & R.P.S. Lanrue zum Kinderschauspiel von Dietmar Roberg im TaT)
- 1976: Teufel hast du Wind (Hörspiel, zusammen mit Dietmar Roberg, erschienen im Rotbuch-Verlag)
- 1976: Paranoia (Theatermusik, zusammen mit dem Kollektiv Rote Rübe)
- 1977: Mannstoll (zusammen mit Brühwarm)
- 1979: Liebe Tod Hysterie (Theatermusik, zusammen mit dem Kollektiv Rote Rübe, erschienen bei Stechapfel)
- 1979: Entartet (zusammen mit Brühwarm)
- 2017: Radio für Millionen (veröffentlicht als Kai & Funky von Ton Steine Scherben & Gymmick (Ⓐkustisch))
- 2019: Wir wolln in unsrer Wohnung bleiben / Wir bleiben drin (veröffentlicht als Kai & Funky von Ton Steine Scherben mit Gymmick)
- 2025: Staub und Straße (Live 2024) (veröffentlicht als Kai & Funky von Ton Steine Scherben Feat. Birte Volta)

### Tributealben
| Jahr | Titel                                                                  | Höchstplatzierung, Gesamtwochen, AuszeichnungChartsChartplatzierungen (Jahr, Titel, Platzierungen, Wochen, Auszeichnungen, Anmerkungen) | Anmerkungen                             |
| Jahr | Titel                                                                  | DE | Anmerkungen                             |
| ---- | ---------------------------------------------------------------------- | --- | --------------------------------------- |
| 2020 | Wir müssen hier raus. Eine Hommage an Ton Steine Scherben & Rio Reiser | DE45 (2 Wo.)DE | Erstveröffentlichung: 20. November 2020 |

## Filme
- Allein machen sie dich ein. Deutschland 1983. TV-Film über die Heut Nacht oder nie-Tournee der Scherben und Schroeder Roadshow, 285 Minuten, Regie: Christian Wagner
- Scherben in Friesland 2000, Film-Tagebuch (45 Min.) von Egon Heinrich Bunne über das bäuerliche Domizil der Scherben in Fresenhagen, durchsetzt mit raren Archivszenen aus den Jahren 1974 bis 1978 – P: NDR
- Der Traum ist aus – Die Erben der Scherben. 2001, Kinofilm, Dokumentation mit Musik, 92 Min. Regie: Christoph Schuch, Verleih: Salzgeber & Co Medien
- Rio Reiser – König von Deutschland. Deutschland 2005, Regie: Stefan Paul (Musikrevue/Theateradaption von Heiner Kondschak (Landestheater Tübingen – LTT) nach biografischen Daten zu Rio Reiser (Darsteller: Sören Wunderlich) – mit zahlreichen musikalischen Interpretationen (Coverversionen) von Ton Steine Scherben-Titeln).
- Für immer und Dich – Geschichten aus Winnetous Garagen I, Kinofilm, Interviews u. Lesungen mit Kai Sichtermann, Bernhard Käßner, Nikel Pallat, Jörg Schlotterer, Funky K. Götzner, Marius del Mestre, Angie Olbrich, Martin Paul und Hollow Skai, Deutschland 2006, 84 Min., Regie: Elser Maxwell, Thomas Malz, Produktion: Ton Steine Scherben Family, Verleih: Edition Salzgeber
- Rio Reiser – Lass uns’n Wunder sein, Dokumentarfilm zum Thema Rio Reiser und Ton Steine Scherben, Deutschland 2008, 90 Min. Regie: Stefan Paul, Verleih: Arsenal
- Alles Lüge – Auf der Suche nach Rio Reiser, Deutschland 2007, Dokudrama, Regie: Barbara Teufel, mit Marek Harloff, Jan Plewka, Wolfgang Packhäuser, Jana Pallaske u. a.
- Ton Steine Scherben: Tour 83, Deutschland 2021, Doku, Regie: Albrecht Metzger, 115 Minuten.[19]